# Hannu Mikkola
Hannu Olavi Mikkola (Joensuu, 24 de mayo de 1942-25 de febrero de 2021) fue un piloto de automovilismo especializado en rally.

## Victorias deportivas
Obtuvo dieciocho victorias en 123 carreras disputadas por el Campeonato Mundial de Rally, conquistó el título en 1983, fue subcampeón en 1979, 1980 y 1984, y tercero en 1981 y 1982. Ganó siete veces el Rally de Finlandia (1968, 1969, 1970, 1974, 1975, 1982 y 1983) y cuatro el Rally de Gran Bretaña, así como el Campeonato Británico de Rally en 1978. Tuvo como copiloto al sueco Arne Hertz desde 1977 hasta 1987 y luego nuevamente en 1990.

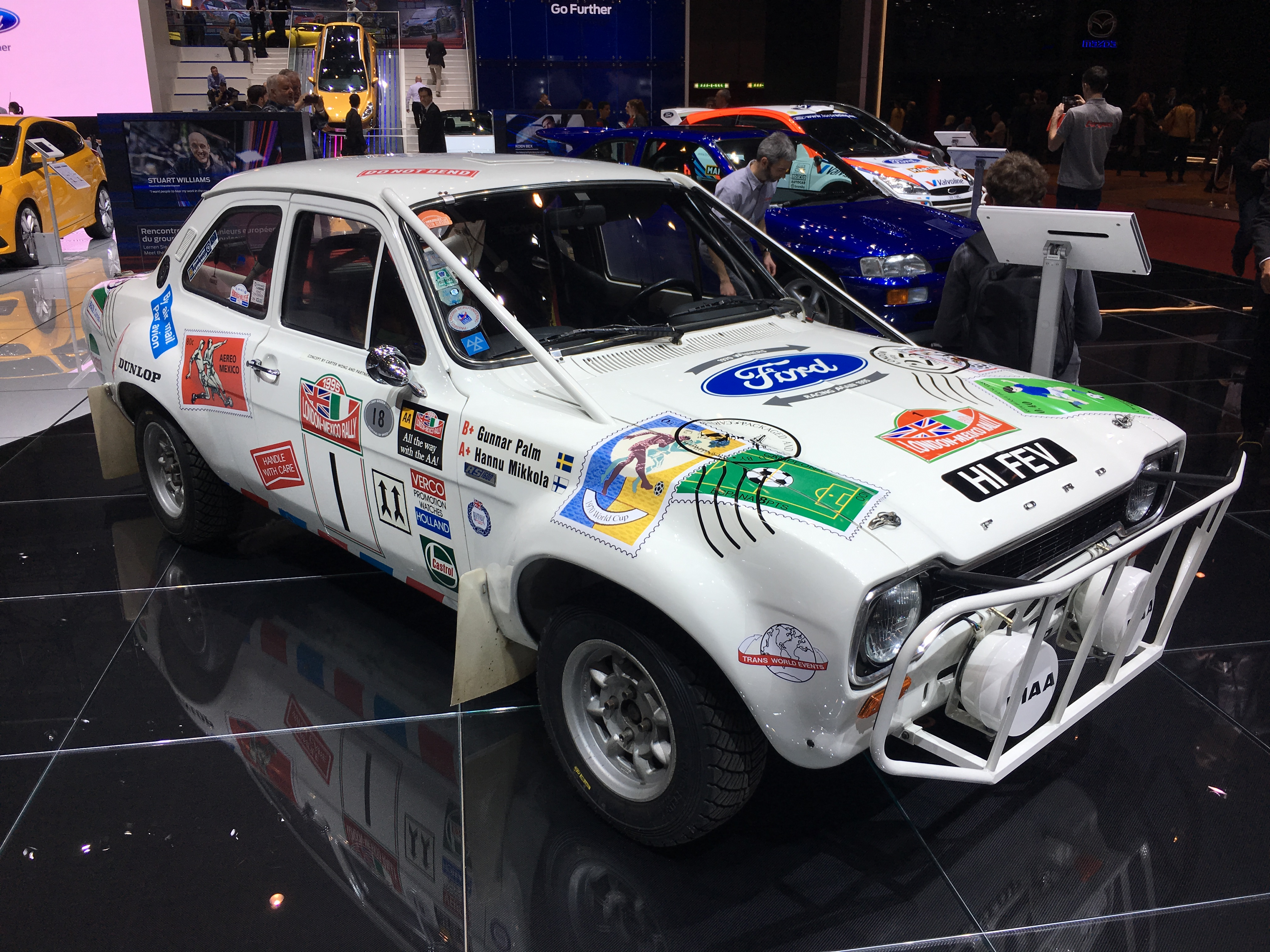
Ford Escort 1850 GT Mark I con el que Mikkola ganó el Rally Londres-México de 1970.

## Trayectoria

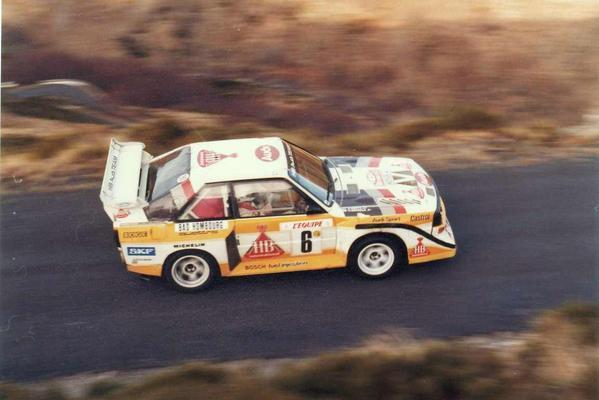
Mikkola en 1986.

Mikkola debutó en el rally en el año 1963. Obtuvo el Campeonato Finlandés de Rally en 1968 conduciendo modelos de Volvo y Ford, y nuevamente en 1974 con un Ford Escort. Con ese automóvil debutó en el Campeonato Mundial de Rally en 1973, al finalizar cuarto en el Rally de Montecarlo. Hasta 1977 alternaría de marcas, entre ellas Fiat, Peugeot y Toyota. En 1978 se convirtió en piloto oficial de Ford y ganó el Campeonato Británico de Rally. En 1979 pasó a dedicarse de lleno en el Campeonato Mundial de Rally, y con cuatro victorias fue subcampeón a un punto de Björn Waldegård. A la temporada siguiente obtuvo varios podios pero ningún triunfo, y nuevamente quedó segundo en el campeonato.
En 1981, Audi contrató a Mikkola para que condujera el Audi Quattro con su revolucionario sistema de tracción a las cuatro ruedas. Tanto en 1981 como en 1982, el finlandés cosechó dos victorias y quedó en tercer puesto en el campeonato. Mikkola dominó la temporada 1983 y se coronó campeón con cuatro victorias (Suecia, Portugal, Argentina y Finlandia) y tres segundos puestos (Safari, Costa de Marfil y Gran Bretaña). En 1984, subió ocho veces al podio pero ganó una única carrera, por lo cual resultó subcampeón tras su compañero de equipo Stig Blomqvist. Debido a la pérdida de competitividad del Quattro y de los numerosos choques fatales, Audi hizo competir a Mikkola en apenas ocho carreras entre 1985 y 1987, donde cosechó una victoria, un tercer lugar, un cuarto lugar y cuatro abandonos.
Audi se retiró de la especialidad, por lo que Mikkola pasó al equipo oficial de Mazda. Participó en siete carreras en 1988, tres en 1989, cuatro en 1990 y seis en 1991, obteniendo dos cuartos puestos y un sexto como mejores resultados. Desde entonces, ha participado esporádicamente en carreras de rally, tanto con automóviles modernos como históricos.
Falleció a los 78 años, a causa de un cáncer.

## Palmarés

### Títulos
| Año  | Título                                    | Automóvil               |
| ---- | ----------------------------------------- | ----------------------- |
| 1974 | Campeón de Rally de Finlandia del Grupo 2 | Ford Escort RS 1600 MKI |
| 1983 | Campeón Mundial de Rally                  | Audi Quattro A1         |

### Victorias en el Campeonato Mundial de Rally
| #   | Rally                                 | Año  | Copiloto       | Vehículo             |
| --- | ------------------------------------- | ---- | -------------- | -------------------- |
| 1.  | 24th 1000 Lakes Rally                 | 1974 | John Davenport | Ford Escort RS1600   |
| 2.  | 18ème Rallye du Maroc                 | 1975 | Jean Todt      | Peugeot 504          |
| 3.  | 25th 1000 Lakes Rally                 | 1975 | Atso Aho       | Toyota Corolla       |
| 4.  | 27th Lombard RAC Rally                | 1978 | Arne Hertz     | Ford Escort RS1800   |
| 5.  | 13º Rallye de Portugal Vinho do Porto | 1979 | Arne Hertz     | Ford Escort RS1800   |
| 6.  | 10th Motogard Rally of New Zealand    | 1979 | Arne Hertz     | Ford Escort RS1800   |
| 7.  | 28th Lombard RAC Rally                | 1979 | Arne Hertz     | Ford Escort RS1800   |
| 8.  | 11ème Rallye Côte d'Ivoire            | 1979 | Arne Hertz     | Mercedes 450 SLC 5.0 |
| 9.  | 31st International Swedish Rally      | 1981 | Arne Hertz     | Audi Quattro         |
| 10. | 30th Lombard RAC Rally                | 1981 | Arne Hertz     | Audi Quattro         |
| 11. | 32nd 1000 Lakes Rally                 | 1982 | Arne Hertz     | Audi Quattro         |
| 12. | 31st Lombard RAC Rally                | 1982 | Arne Hertz     | Audi Quattro         |
| 13. | 33rd International Swedish Rally      | 1983 | Arne Hertz     | Audi Quattro A1      |
| 14. | 17º Rallye de Portugal Vinho do Porto | 1983 | Arne Hertz     | Audi Quattro A1      |
| 15. | 3º Marlboro Rally Argentina           | 1983 | Arne Hertz     | Audi Quattro A2      |
| 16. | 33rd 1000 Lakes Rally                 | 1983 | Arne Hertz     | Audi Quattro A2      |
| 17. | 18º Rallye de Portugal Vinho do Porto | 1984 | Arne Hertz     | Audi Quattro A2      |
| 18. | 35th Marlboro Safari Rally            | 1987 | Arne Hertz     | Audi 200 Quattro     |

### Resultados Campeonato Mundial de Rally
| Año  | Equipo                               | Automóvil                  | 1       | 2       | 3       | 4       | 5       | 6       | 7       | 8       | 9       | 10      | 11      | 12      | 13      | 14    | Pos. | Puntos |
| ---- | ------------------------------------ | -------------------------- | ------- | ------- | ------- | ------- | ------- | ------- | ------- | ------- | ------- | ------- | ------- | ------- | ------- | ----- | ---- | ------ |
| 1973 | Hannu Mikkola                        | Ford Escort RS 1600 MKI    | MON 4   | SWE     | POR     | SAF Ret |         |         |         |         |         |         |         |         |         |       | -    | -      |
| 1973 | Hannu Mikkola                        | Peugeot 504 Ti             |         |         |         |         | MAR Ret |         |         |         |         |         |         |         |         |       | -    | -      |
| 1973 | Hannu Mikkola                        | Volvo 142                  |         |         |         |         |         | GRE     | POL     | FIN Ret | AUT     | SRE     | USA     |         |         |       | -    | -      |
| 1973 | Milk Marketing Board - Ford Motor Co | Ford Escort RS 1600 MKI    |         |         |         |         |         |         |         |         |         |         |         | GBR Ret | COR     |       | -    | -      |
| 1974 | Hannu Mikkola                        | Peugeot 504                | POR     | SAF Ret |         |         |         |         |         |         |         |         |         |         |         |       | -    | -      |
| 1974 | Ford Motor Co Ltd                    | Ford Escort RS 1600 MKI    |         |         | FIN 1   | SRE     | CAN     | USA     | GBR Ret | COR     |         |         |         |         |         |       | -    | -      |
| 1975 | Fiat Rally                           | Fiat 124 Abarth Rallye     | MON 2   | SWE Ret |         |         |         | POR 2   |         |         |         |         |         |         |         |       | -    | -      |
| 1975 | Hannu Mikkola                        | Peugeot 504                |         |         | SAF Ret | GRE     | MAR 1   |         |         |         |         |         |         |         |         |       | -    | -      |
| 1975 | HM-Racing                            | Toyota Corolla Levin TE 27 |         |         |         |         |         |         | FIN 1   | SRE     | COR     |         |         |         |         |       | -    | -      |
| 1975 | Toyota                               | Toyota Celica              |         |         |         |         |         |         |         |         |         | GBR Ret |         |         |         |       | -    | -      |
| 1976 | Hannu Mikkola                        | Opel Kadett GT/E           | MON Ret | SWE     |         |         |         |         |         | SRE     |         |         |         |         |         |       | -    | -      |
| 1976 | Hannu Mikkola                        | Toyota Corolla Levin TE 27 |         |         | POR Ret |         | GRE Ret |         |         |         |         |         |         |         |         |       | -    | -      |
| 1976 | Hannu Mikkola                        | Peugeot 504 V6 Coupé       |         |         |         | SAF Ret |         | MAR Ret |         |         |         |         |         |         |         |       | -    | -      |
| 1976 | HM-Racing                            | Toyota Celica 2000 GT      |         |         |         |         |         |         | FIN 3   |         |         | GBR Ret |         |         |         |       | -    | -      |
| 1976 | Hannu Mikkola                        | Peugeot 104 ZS             |         |         |         |         |         |         |         |         | COR 10  |         |         |         |         |       | -    | -      |
| 1977 | Hannu Mikkola                        | Toyota Corolla Levin TE 27 | MON     | SWE Ret |         |         |         |         |         |         |         |         |         |         |         |       | -    | -      |
| 1977 | Hannu Mikkola                        | Toyota Celica 2000 GT      |         |         | POR Ret |         | NZL     | GRE Ret | FIN Ret | CAN     | SRE     | COR     | GBR 2   |         |         |       | -    | -      |
| 1977 | Hannu Mikkola                        | Peugeot 504                |         |         |         | SAF Ret |         |         |         |         |         |         |         |         |         |       | -    | -      |
| 1978 | Hannu Mikkola                        | Ford Escort RS 1800 MKII   | MON     | SWE 2   | SAF     |         | GRE     |         | CAN     | SRE     | CDM     | COR     |         |         |         |       | 3º   | 30     |
| 1978 | Ford Motor Co.                       | Ford Escort RS 1800 MKII   |         |         |         | POR 2   |         | FIN Ret |         |         |         |         |         |         |         |       | 3º   | 30     |
| 1978 | Eaton Yale                           | Ford Escort RS 1800 MKII   |         |         |         |         |         |         |         |         |         |         | GBR 1   |         |         |       | 3º   | 30     |
| 1979 | Ford Motor Co.                       | Ford Escort RS 1800 MKII   | MON 5   | SWE 5   | POR 1   |         |         | NZL 1   | FIN Ret | CAN     | SRE     | COR     | GBR 1   |         |         |       | 2º   | 111    |
| 1979 | Rohtmans Rally Team                  | Ford Escort RS 1800 MKII   |         |         |         |         | GRE Ret |         |         |         |         |         |         |         |         |       | 2º   | 111    |
| 1979 | DT Dobie/Daimler-Benz                | Mercedes-Benz 450 SLC      |         |         |         | SAF 2   |         |         |         |         |         |         |         | CDM 1   |         |       | 2º   | 111    |
| 1980 | Esso                                 | Porsche 911 SC             | MON Ret |         |         |         |         |         |         |         |         |         |         |         |         |       | 2º   | 64     |
| 1980 | Rothmans Rally Team                  | Ford Escort RS 1800 MKII   |         | SWE 4   | POR Ret |         | GRE Ret |         |         |         | SRE 3   | COR     | GBR 2   |         |         |       | 2º   | 64     |
| 1980 | DT Dobie/Daimler-Benz                | Mercedes-Benz 450 SLC      |         |         |         | SAF Ret |         | ARG 2   |         | NZL 3   |         |         |         | CDM Ret |         |       | 2º   | 64     |
| 1980 | Toyota Team Europe                   | Toyota Celica 2000 GT      |         |         |         |         |         |         | FIN Ret |         |         |         |         |         |         |       | 2º   | 64     |
| 1981 | Audi Sport                           | Audi Quattro               | MON Ret | SWE 1   | POR Ret | SAF     | COR Ret | GRE Ret | ARG     | BRA     | FIN 3   | SRE 4   | CDM     | GBR 1   |         |       | 3º   | 62     |
| 1982 | Audi Sport                           | Audi Quattro               | MON 2   | SWE 16  | POR Ret | SAF     | COR Ret | GRE Ret | NZL Ret | BRA Ret | FIN 1   | SRE 2   | CDM Ret | GBR 1   |         |       | 3º   | 70     |
| 1983 | Audi Sport                           | Audi Quattro A1            | MON 4   | SWE 1   | POR 1   | SAF 2   | COR Ret | GRE Ret | NZL Ret | ARG 1   | FIN 1   | SRE Ret | CDM 2   | GBR 2   |         |       | 1º   | 125    |
| 1984 | Audi Sport                           | Audi Quattro A2            | MON 3   | SWE     | POR 1   | SAF 3   | COR     | GRE 2   | NZL 3   | ARG 2   |         | SRE     | CDM 2   | GBR 2   |         |       | 2º   | 104    |
| 1984 | Audi Sport                           | Audi Quattro Sport         |         |         |         |         |         |         |         |         | FIN Ret |         |         |         |         |       | 2º   | 104    |
| 1985 | Audi Sport                           | Audi Quattro Sport         | MON     | SWE 4   | POR     | SAF Ret | COR     | GRE     | NZL     | ARG     | FIN Ret | SRE     | CDM     | GBR Ret |         |       | 22º  | 10     |
| 1986 | Audi Sport                           | Audi Quattro Sport E2      | MON 3   | SWE     | POR     | SAF     | COR     | GRE     | NZL     | ARG     | FIN     | CDM     | SRE     | GBR     | USA     |       | 18º  | 12     |
| 1987 | Audi Sport                           | Audi 200 Quattro           | MON     | SWE     | POR     | SAF 1   | COR     | GRE 3   | USA     | NZL     | ARG     | FIN     | CDM     | SRE     | GBR     |       | 8º   | 32     |
| 1988 | Mazda Rally Team Europe              | Mazda 323 4WD              | MON Ret | SWE Ret | POR 4   |         | COR     | GRE Ret | USA     | NZL     | ARG     | FIN Ret | CDM     | SRE     | GBR Ret |       | 30°  | 10     |
| 1988 | GM Euro Sport                        | Opel Kadett GSI            |         |         |         | SAF Ret |         |         |         |         |         |         |         |         |         |       | 30°  | 10     |
| 1989 | Mazda Rally Team Europe              | Mazda 323 4WD              | SWE     | MON 4   | POR     | SAF     | COR     | GRE     | NZL     | ARG     | FIN Ret | AUS     | SRM     | CDM     | GBR 9   |       | 27º  | 12     |
| 1990 | Mazda Rally Team Europe              | Mazda 323                  | MON Ret | POR 6   | SAF     | COR     | GRE     | NZL     | ARG     | FIN Ret | AUS     | SRM     | CDM     | GBR Ret |         |       | 34º  | 6      |
| 1991 | Mazda Rally Team Europe              | Mazda 323 GTX              | MON Ret | SWE 7   | POR Ret | SAF     | COR     | GRE 8   | NZL     | ARG     | FIN Ret | AUS     | SRM     | CDM     | ESP     | GBR 7 | 25º  | 11     |
| 1993 | Subaru World Rally Team              | Subaru Legacy RS           | MON     | SWE Ret | POR     | SAF     | COR     | GRE     | ARG     | NZL     |         |         |         |         |         |       | 38.º | 4      |
| 1993 | Toyota Castrol Team                  | Toyota Celica Turbo 4WD    |         |         |         |         |         |         |         |         | FIN 7   | AUS     | SRM     | ESP     | GBR     |       | 38.º | 4      |

| Predecesor: Walter Rohrl | Campeón Mundial de Rally 1983 | Sucesor: Stig Blomqvist |